# Guancha loculosa
Guancha loculosa är en svampdjursart som först beskrevs av Ernst Haeckel 1870.  Guancha loculosa ingår i släktet Guancha och familjen Clathrinidae. Inga underarter finns listade i Catalogue of Life.